# Scutellaria tuberifera
Scutellaria tuberifera là một loài thực vật có hoa trong họ Hoa môi. Loài này được C.Y.Wu & C.Chen miêu tả khoa học đầu tiên năm 1977.